# 阿拉腾敖包镇
阿拉腾敖包镇，是中华人民共和国内蒙古自治区阿拉善盟阿拉善右旗下辖的一个乡镇级行政单位。

## 行政区划
阿拉腾敖包镇下辖以下地区：
曙光社区、查干努如嘎查、巴音套海嘎查、巴音塔拉嘎查、则勒博日格嘎查、滚达来嘎查和固日班图拉嘎嘎查。